# St. Petersburg Challenger 2006
Il St. Petersburg Challenger 2006 è stato un torneo di tennis facente parte della categoria ATP Challenger Series nell'ambito dell'ATP Challenger Series 2006. Il torneo si è giocato a San Pietroburgo in Russia dal 7 al 13 agosto 2006 su campi in terra rossa.

## Vincitori

### Singolare
David Guez ha battuto in finale  Édouard Roger-Vasselin con il punteggio di 6–0, 6–2

### Doppio
Murad Inoyatov /  Denis Istomin hanno battuto in finale  David Guez /  Édouard Roger-Vasselin con il punteggio di 4–6, 6–4, [10-5]